# Saareküla (Laimjala)
Saareküla – wieś w Estonii, w prowincji Sarema, w gminie Laimjala.